# 威爾遜鎮區 (明尼蘇達州威諾納縣)
威爾遜鎮區（英語：Wilson Township）是位於美國明尼蘇達州威諾納縣的一個行政鎮區。

## 歷史
威爾遜鎮區於1858年成立，得名自早期定居者沃倫·威爾遜（Warren Wilson）。

## 地方資料
威爾遜鎮區的面積為89.20平方千米，當中陸地面積為89.19平方千米，而水域面積為0.01平方千米。根據2020年美國人口普查的數據，當地共有人口1148人，而人口密度為每平方千米12.87人。